# Russell Brand
Russell Edward Brand (* 4. června 1975 Grays, Essex, Anglie) je britský komediální herec a aktivista. Ve filmech nicméně figuruje i jako zpěvák. Jeho kariéra byla doprovázena drogovou závislostí, promiskuitou a alkoholismem. Je též známý svou sexuální závislostí a četnými pobyty ve vězení – byl 12x zadržen policií. V roce 2010 si vzal americkou popovou zpěvačku Katy Perry, se kterou se v roce 2012 rozvedl. Známým se stal díky filmu Holky z naší školy (St Trinian's). Hrál také ve filmu Kopačky (Forgetting Sarah Marshall) a následně v navazujícím Dostaň ho tam (Get Him to the Greek). Na základě těchto filmů se Brand stal úspěšný i v Americe, následovala popularita celosvětová. Do zmíněných filmů si ho vyhlédl herec, režisér a producent Adam Sandler, kterého Brand zaujal coby moderátor vlastní kontroverzní talkshow na britské MTV.

## Biografie
Je jediným dítětem Barbary Elizabeth a fotografa Ronalda Henryho Branda. Když mu bylo půl roku, jeho rodiče se rozvedli. Byl vychováván pouze matkou "v izolaci a depresivním prostředí". V sedmi letech byl sexuálně zneužíván vychovatelem. Jeho matka v průběhu následujících pěti let prodělala mnoho nádorových onemocnění (např. rakovina dělohy a prsou), kvůli čemuž pobýval Russell dlouhodobě u příbuzných. V 16 letech odešel z domova kvůli problémům s matčiným novým přítelem. Během studií účinkoval v několika divadelních představeních a studoval na několika divadelních školách, ale špatně nesl kritiku ze strany lektorů a kvůli značné problémovosti v povaze byl mnohokrát vyloučen.
Kariéru Brand začínal jako video-žurnalista na kanálu MTV. Po roce byl však propuštěn kvůli provokativnímu výstřelku po 11. září 2001, kdy se oblékl jako Usáma bin Ládin a následně si do pořadu přivedl svého drogového dealera. Poté se podílel na tvorbě několika TV show (Big Brother’s Big Mouth), účinkoval také v rádiu. I odtamtud byl ale vyhozen za to, že během živého vysílání četl v éteru pornografické materiály, nechával na telefonním záznamníku nevhodné vzkazy známým celebritám atp. Při práci v hudebním průmyslu přezpíval několik písniček od The Beatles, vytvořil několik soundtracků k filmům, kde účinkoval. Dnes se nejvíce věnuje herectví, zúčastňuje se různých charitativních akcí (pomoc Haiti) a abstinuje. Propadl józe, je o něm známo, že je velkým fanouškem hnutí Hare Krišna a zajímá se o spirituální rozměr života. Jako aktivista propaguje sociální rovnost a snaží se rozkrývat mediální manipulace ve své denní show na Youtube – The Trews. Je vegan.